# Montmollin
Montmollin es una localidad y antigua comuna suiza del cantón de Neuchâtel, situada en el distrito de Val-de-Ruz. Desde el 1 de enero de 2013 hace parte de la comuna de Val-de-Ruz.

## Historia
La primera mención escrita de Montmollin data de 1347 bajo el nombre de Mommolens, en 1372 aparece como Montmolens. La comuna mantuvo su autonomía hasta el 31 de diciembre de 2012. El 1 de enero de 2013 pasó a ser una localidad de la comuna de Val-de-Ruz, tras la fusión de las antiguas comunas de Boudevilliers, Cernier, Chézard-Saint-Martin, Coffrane, Dombresson, Engollon, Fenin-Vilars-Saules, Fontainemelon, Fontaines, Les Geneveys-sur-Coffrane, Les Hauts-Geneveys, Montmollin, Le Pâquier, Savagnier y Villiers.

## Geografía
La antigua comuna limitaba al norte con las comunas de Coffrane y Les Geneveys-sur-Coffrane, al sur con Corcelles-Cormondrèche, al suroeste con Rochefort, y al noroeste con Brot-Plamboz y La Sagne.

## Demografía
En la siguiente tabla se muestra la evolución de la población histórica de la comuna: